# Checkley
Checkley es una parroquia civil y un pueblo del distrito de Staffordshire Moorlands, en el condado de Staffordshire (Inglaterra).

## Geografía
Según la Oficina Nacional de Estadística británica, Checkley tiene una superficie de 27,58 km².

## Demografía
Según el censo de 2001, Checkley tenía 5391 habitantes (49,32% varones, 50,68% mujeres) y una densidad de población de 195,47 hab/km². El 19,66% eran menores de 16 años, el 74,51% tenían entre 16 y 74, y el 5,84% eran mayores de 74. La media de edad era de 39,5 años. Del total de habitantes con 16 o más años, el 22,18% estaban solteros, el 64,78% casados, y el 13,04% divorciados o viudos.
El 98,68% de los habitantes eran originarios del Reino Unido. El resto de países europeos englobaban al 0,54% de la población, mientras que el 0,78% había nacido en cualquier otro lugar. Según su grupo étnico, el 98,96% eran blancos, el 0,76% mestizos, el 0,09% asiáticos, el 0,07% negros, y el 0,06% de cualquier otro salvo chinos. El cristianismo era profesado por el 84,22%, el budismo por el 0,07%, el judaísmo por el 0,06%, el islam por el 0,15%, y cualquier otra religión, salvo el hinduismo y el sijismo, por el 0,09%. El 8,29% no eran religiosos y el 7,12% no marcaron ninguna opción en el censo.
Había 1668 hogares con residentes, 55 vacíos, y 11 eran alojamientos vacacionales o segundas residencias.